# Больё, Клод Франсуа

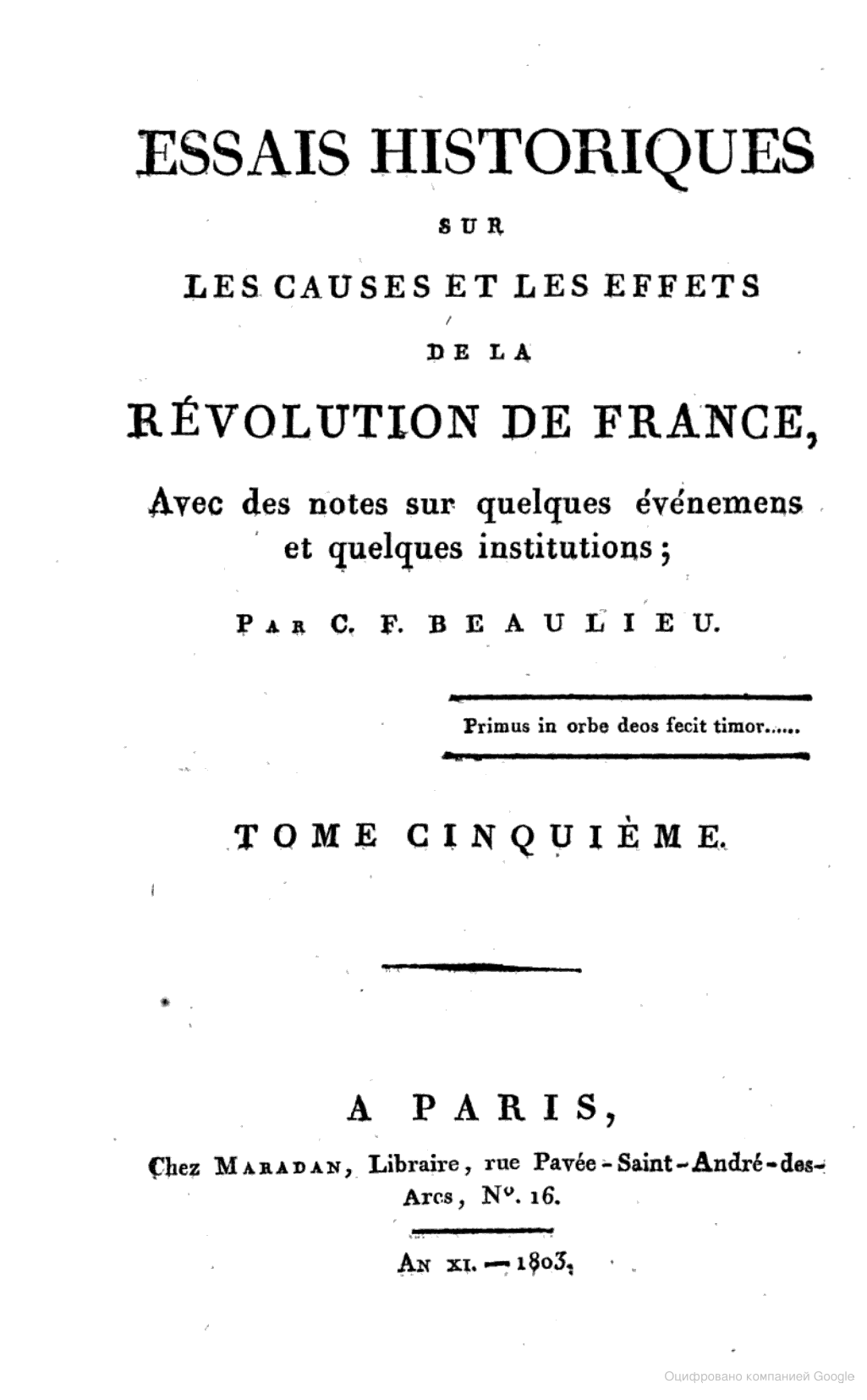
Исторические эссе. 1803

Клод Франсуа Больё (настоящие имя и фамилия — Клод Бенуа Пиош) (фр. Claude François Beaulieu; 1754, Рьом, Овернь — 23 сентября 1827, Лувесьен, Иль-де-Франс) — французский историк, публицист, журналист, редактор.

## Биография
С 1782 года жил в Париже, где сотрудничал с различными периодическими изданиями; занимался, в частности, политической экономией и наукой.
В начале Французской революции с 1789 года редактировал в Париже умеренно-монархическую газету «Nouvelles de Versailles» (превратившуюся позже в «Assemblée nationale»), на страницах которой защищал принципы «умеренной монархии».
Во время террора и конца свободы прессы был арестован за свои роялистские политические взгляды.
С 31 мая 1793 года до падения Робеспьера сидел в тюрьме, после 18 фрюктидора 1797 г. подвергся изгнанию, как соредактор «Miroir» и «Gazette universelle». Скрывался в окрестностях Парижа. Полную картину жизни в тюрьме оставил в своих «Исторических очерках о причинах и следствиях Французской революции».

## Избранные публикации
- «Les Souvenirs de l’histoire ou le Diurnal de la Révolution de France» (1797)
- «Essais historiques sur les causes et les effets de la Révolution française» (1801—1803)
- «La Révolution française considérée dans ses effets sur la civilisation des peuples» (1820)